# Cannibal (EP)
Cannibal é o primeiro extended play (EP) da artista musical estadunidense Kesha. O seu lançamento ocorreu em 22 de novembro de 2010, através da RCA Records. É uma continuação de seu trabalho anterior, Animal (2010). Originalmente, o EP seria lançado como um disco bônus da edição deluxe de Animal; contudo, a gravadora decidiu lança-lo como um EP e também como um bônus da edição deluxe de Animal. As gravações do projeto ocorreram em setembro de 2010 sob a produção de profissionais como Dr. Luke, Benny Blanco, Ammo, Max Martin, Bangladesh, Billboard, Kool Kojak e David Gamson. Musicalmente, as faixas são derivadas do dance-pop e do electropop. Ao longo do álbum, é proeminete o uso do Autotune e vocoders. Liricamente, as faixas tratam de ignorar julgamento ou ódio, bem como experiências com base no amor e desgosto.
Cannibal obteve análises positivas da mídia especializada, a qual prezou a sua produção. Entretanto, o uso excessivo do Auto-Tune foi geralmente criticado por resenhadores, bem como o seu conteúdo lírico. Nos Estados Unidos, o EP atingiu um pico de número quinze ao comercializar 74 mil unidades em sua semana de lançamento. No Canadá, o álbum obteve um sucesso semelhante, alcançando um pico de número catorze. Cannibal foi certificado como ouro pela Recording Industry Association of America (RIAA), denotando vendas de 500 mil cópias em território estadunidense.
Para promover o disco, dois singles foram lançados de seu alinhamento. O primeiro, "We R Who We R", foi um sucesso mundial, alcançando o número um na Austrália, nos Estados Unidos e no Reino Unido. No primeiro, tornou-se o décimo primeiro single a debutar na liderança da Billboard Hot 100. O segundo single lançado do disco foi "Blow", que conquistou as dez melhores posições na Austrália, nos Estados Unidos e na Nova Zelândia. Como forma de divulgação, Kesha apresentou faixas do disco em cerimônias e programas televisivos e embarcou na turnê Get Sleazy Tour (2011).

## Desenvolvimento
"Este ano tem sido bem carnívoro e de mudança de vida. Eu tenho os meus turbulentos fãs lindo para agradecer por me levar na viagem da vida,[...] Meu único objetivo com este álbum é mantê-los dançando. As canções do Cannibal foram feitas para inspirar as pessoas a ignorar qualquer ódio ou julgamento e ser-se assumidamente. É o companheiro perfeito para "Animais" e espero que vocês gostem. E se você não gostou - me morda"

— Kesha explicando o título do álbum e re-lançamento.
Originalmente, acreditava ser apenas um re-lançamento de Animal, Cannibal foi tanto lançado como uma edição de luxo do Animal, assim como um EP independente. O EP tem sido classificado como um acompanhamento "nove canções companheiras" de Animal. Cannibal foi originalmente destinado a conter algo entre 4-8 faixas com o resultado final ao invés composto por oito faixas, e um remix de sua estreia faixa título do álbum, para um total de nove faixas.
A gravação do disco se realizou em Setembro de 2010, no Conway Studios, com Dr. Luke novamente como o produtor executivo. Como o seu álbum de estreia, Kesha trabalhou com os mesmos produtores e escritores de seu álbum anterior, Dr. Luke, Ammo, Benny Blanco e Max Martin. Ao contrário de seu álbum de estreia, porém, Kesha contou com a ajuda do produtor Bangladesh. Ela explicou as razões para se alistar sua ajuda foi que ela queria "adicionar uma borda mais dura de sua música". Kesha gravou a abundância de Cannibal durante um período de duas semanas com uma variedade de produtores. Ela disse que a mensagem que ela quis colocar através deste álbum era criar "bom, positivo, a música [dançante]". Ela elaborou, "Eu sinto que estou criando esse movimento esperamos bastante jovens e irreverência das crianças, de como a adolescência. Eu sinto que os pais não conseguem entender, mas as crianças sim. E elas merecem ter mais uma boa música, positiva."

## Composição
Musicalmente, as músicas do Cannibal são do gênero dance-pop, enquanto incorpora elementos de electro e electro-pop na sua produção e batidas. Ao longo do álbum, a utilização do Auto-Tune e vocoders são proeminentes. A faixa título do álbum, "Canibal" faz uso de sintetizadores e dança backings conduzido com Kesha cantando sobre tendências devoradora de homens e faz uma referência ao assassino em série Jeffrey Dahmer. Presente em todo o canto são trechos de yodeling Kesha. "Blow" mostra um lado mais sombrio da Kesha com letras como: "Nós conseguimos o que queremos/Fazemos o que você não faz." A canção é uma faixa mais predominantemente electro infundido que utiliza um suporte de batida sintetizada. Vocalmente a canção usa trechos de canto tirolês de Kesha, combinada com o uso pesado de auto-tune. "Sleazy" tem mudanças de ritmo normalmente Kesha persistente "falar cantando" estilo vocal, para um estilo mais rap conduzido. Ela canta sobre uma linha de baixo e backing estrondoso batida assinalando, ao falar de criticar caras ricos tentando bater nela e comprar sua atenção. A música tem sido citado pela elaboração influência de várias músicas, incluindo: Gwen Stefani "Hollaback Girl" para a sua "swagga", Jennifer Lopez, "Love Don't Cost a Thing", pela sua "atitude", assim como a combinação um toque de Lil Wayne "Milli".
"CU Next Tuesday" é dominantemente uma balada electro-pop que faz lembrar da música pop do final dos anos 1980, a música tem sido citado pela elaboração influência de "pop new wave". Liricamente falando, a canção fala sobre "amor perdido e não correspondido". "The Harold Song" tem sido citado como balada do álbum, que possui um poder mais despojado estilo vocal que retrata um lado vulnerável de Kesha. Liricamente, a canção fala de um amor jovem que deu errado. Revisor musical de Bill Lamb, escreveu que a música faria Avril Lavigne orgulhosa. "Grow A Pear" tem sido comparada a "Ur So Gay" da Katy Perry. As letras das canções retratam um homem que prefere falar do que fazer sexo, ao qual Kesha responde de forma negativa, dizendo: "Eu apenas não posso namorar um cara com uma vagina." O principal single do álbum, "We R Who We R", é uma canção dance-pop que utiliza um suporte de sintetizador-pesado. A música incorpora elementos do trance e electropop tanto à sua produção, e batidas. Liricamente, a música tem sido descrita como um hino de orgulho, com Kesha observando as letras das canções eram para ser tomado como "uma celebração de qualquer tipo de manias ou excentricidades."

## Crítica profissional
| Críticas profissionais | Críticas profissionais |
| Pontuações agregadas   | Pontuações agregadas   |
| Fonte                  | Avaliação              |
| ---------------------- | ---------------------- |
| Metacritic             | (73-100)               |
| Avaliações da crítica  |                        |
| Fonte                  | Avaliação              |
| Allmusic               | [ 12 ]                 |
| Billboard              | (favorável)            |
| Boston Globe           | (mista)                |
| Entertainment Weekly   | B+                     |
| IGN                    | [ 8 ]                  |
| Now Magazine           | [ 17 ]                 |
| The Phoenix            | [ 18 ]                 |
| Rolling Stone          | [ 19 ]                 |
| Slant Magazine         | [ 20 ]                 |
| Spin                   | [ 21 ]                 |

Cannibal recebeu avaliações positivas dos críticos de música no seu lançamento. O álbum tem uma pontuação de 73 em cada 100 com base em 11 avaliações críticas, de acordo com a revisão da música do agregador Metacritic. Stephen Thomas Erlewine da Allmusic foi positivo na revisão de Cannibal. Thomas foi bastante crítico em relação a opção de liberar o EP observando que a única razão real para o lançamento foi que Animal tinha sido "espremido de hits". Embora ele tenha sido negativo nesse aspecto, Thomas escreveu o seguinte sobre Kesha: "Ela é toda identidade faminto, cuspir em estranhos e amigos traiçoeiros, gatinhas humilhante, e rindo dos destroços em seu rastro. Ela é quem ela é e ela não oferece nenhum pedido de desculpas." Leah Greenblatt da Entertainment Weekly comentou sobre a escrita de Kesha no álbum notando que o suas "rimas ainda soam como se vieram a parede do banheiro de um jardim de infância da escola em reforma", não citando isso como algo negativo, mas sim de constatar, "Cannibal não tem um cheiro sulfuroso de fim-de-dias nisso". Greenblatt terminou a sua opinião do álbum deu uma nota de "B+" e chamado de "Sleazy" e "Blow" o grande destaque das faixas do álbum. Chad Grischow da IGN conheceu o álbum com uma revisão positiva dando ao álbum uma classificação de "razoável". Grischow era crítico da produção do álbum e uso excessivo de escrita Auto-Tune que havia "dobragem e muito autotune usado que a maioria das canções pode muito bem ser cantada por um robô corajoso". Ele também observou que, quando vocais Kesha eram simplificada realmente podia cantar e baladas Kesha chamado, "The Harold Song" e "C U Next Tuesday" como melhores faixas do álbum. Grischow terminou a sua opinião escrevendo, "Cannibal prova ser muito atolado em letras irracionais e excessivos efeitos vocais para ter qualquer apelo duradouro."
Sal Cinquemani de Slant Magazine deu ao álbum uma avaliação mista para positiva. Cinquemani elogiou Kesha por ser capaz de retirar tais letras autênticas e sem remorso facilmente. Uma queixa sobre a avaliação foi que o álbum foi muito semelhante ao Animal observando que ela não "se diversificou de maneira significativa". Cinquemani terminou a avaliação elogiando o "Animal (Billboard Remix)" por sua "promessa de algo mais profundo, algo além das últimas fórmula recicladas de Dr. Luke." Gary Graff da Billboard escreveu que: "Kesha afunda seus dentes em alguns sabores frescos em "Cannibal", que irá certamente aumentar o sua atração 'Animal'". Barry Walters da Spin ao avaliar Cannibal deu ao álbum cinco de dez estrelas. Walters criticou o álbum em geral afirmando que era cheio de contradições, observando que em "We R Who We R" "ela envia vibrações soberbas para quem intimidaa os homossexuais", enquanto em "Grow a Pear", "ela castra um potencial namorado". A produção do álbum foi avaliada positivamente ao Dr. Luke elogiando o seu constante club-pop ganchos e a capacidade de "tornar a hipocrisia [do álbum] praticamente irrelevante." Mesfin Fekadu do Boston Globe foi misto em sua avaliação do álbum. Fekadu criticou a profundidade nas letras do álbum e da escrita ajuste e o uso do auto-tune que o álbum estava "repleto de letras insípidas e a batalha qualquer álbum de T-Pain para a maioria de uso o auto-tune". A mãe de Kesha, Pebe, também foi alvo da avaliação a criticando para ajudar a escrever a faixa-título do álbum, "Canibal", que ele chamou de "preocupante" e "triste".

## Singles
"We R Who We R" foi lançado com primeiro single EP no dia 22 de Outubro de 2010. Kesha disse que ela foi afetada pelo recente suicídio entre adolescentes, em particular Tyler Clementi, que cometeu suicídio depois de ser descoberto que era gay por seu companheiro de quarto.
"Blow" é o segundo single oficial, e foi lançado nas rádios dos EUA em 8 de Fevereiro de 2011.

## Lista de faixas
| N.º            | Título                     | Compositor(es)                                                            | Produtor(es)                                         | Duração |  |
| 1.             | "Cannibal"                 | Kesha Sebert, Joshua Coleman, Mathieu Jomphe, Pebe Sebert                 | Ammo, Billboard                                      | 3:14    |  |
| 2.             | "We R Who We R"            | K. Sebert, Coleman, Lukasz Gottwald, Jacob Kasher Hindlin, Benjamin Levin | Dr. Luke, Benny Blanco, Ammo                         | 3:24    |  |
| 3.             | "Sleazy"                   | K. Sebert, Klas Åhlund, Shondrae Crawford, Gottwald, Levin                | Dr. Luke, Blanco, Shondrae "Mr. Bangladesh" Crawford | 3:25    |  |
| 4.             | "Blow"                     | K. Sebert, Åhlund, Gottwald, Allan Grigg, Levin, Max Martin               | Dr. Luke, Martin, Blanco, Kool Kojak                 | 3:40    |  |
| 5.             | "The Harold Song"          | K. Sebert, Coleman                                                        | Ammo                                                 | 3:58    |  |
| 6.             | "Crazy Beautiful Life"     | K. Sebert, Gottwald, Martin, P. Sebert                                    | Dr. Luke                                             | 2:50    |  |
| 7.             | "Grow a Pear"              | K. Sebert, Gottwald, Levin, Martin                                        | Dr. Luke, Martin, Blanco                             | 3:28    |  |
| 8.             | "C U Next Tuesday"         | K. Sebert, David Gamson, Marc Nelkin                                      | Gamson                                               | 3:45    |  |
| 9.             | "Animal" (Billboard Remix) | K. Sebert, Gottwald, Greg Kurstin, P. Sebert                              | Billboard[A]                                         | 4:16    |  |
| Duração total: | Duração total:             | Duração total:                                                            | Duração total:                                       | 31:59   |  |

| Faixas bônus da edição japonesa |                                            |                                         |                                        |         |  |
| N.º                             | Título                                     | Compositor(es)                          | Produtor(es)                           | Duração |  |
| 10.                             | "Your Love Is My Drug" (Bimbo Jones Remix) | K. Sebert, P. Sebert, Coleman           | Dr. Luke, Blanco, Ammo, Bimbo Jones[A] | 3:07    |  |
| 11.                             | "Take It Off" (Billboard Radio Mix)        | K. Sebert, Gottwald, Claude Kelly       | Dr. Luke, Billboard[A]                 | 3:38    |  |
| 12.                             | "Animal" (Dave Audé Remix)                 | K. Sebert, P. Sebert, Gottwald, Kurstin | Kurstin, Dave Audé[A]                  | 4:36    |  |
| Duração total:                  | Duração total:                             | Duração total:                          | Duração total:                         | 43:19   |  |

Notas
A  - denota remixadores

## Créditos
Lista-se abaixo os profissionais envolvidos na elaboração de Cannibal, de acordo com o encarte do extended play (EP):
| - Klas Åhlund: composição - Ammo: músico, produção, programação - Billboard: produção adicional, mixagem, músico, produção, programação, remixagem - Benny Blanco: músico, produção, programação - Emily Burton: gestão - Joshua Coleman: composição - Shondrae "Mr. Bangladesh" Crawford: composição, músico, produção, programação - Megan Dennis: coordenação de produção - Megan Denniss: coordenação de produção - Dr. Luke: composição, vocalista (de apoio), produção executiva, músico, produção, programação - Eric Eylands: assistência - Sarai Fiszel: maquiagem - David Gamson: composição, engenheiro, mixagem, músico, produção, programação - Chris Gehringer: masterização - Serban Ghenea: Misturar - Erwin Gorostiza: direção criativa - Aniela Gottwald: assistência - Tatiana Gottwald: assistência - Allan Grigg: composição - Rani Hancock: A&R, vocalista (de apoio) - John Hanes: mixagem - Jacob Kasher Hindlin: composição | - Sam Holland: engenharia, vocalista (de apoio) - Chris "Hollywood" Holmes: engenharia - Mathieu Jomphe: composição - Kool Kojak: músico, produção, programação - Greg Kurstin: composição, produção - Benjamin Levin: composição, produção vocalista (de apoio) - Jeremy Levin: assistência - Ken Levitan: gestão - Nicki Loranger: gestão - Marjan Malakpour: estilista - Max Martin: composição, músico, produção, programação - Ramsell Martinez: estilista de cabelo - Marc Nelkin: composição - Chris "Tek" O'Ryan: engenharia - Irene Richter: coordenação de produção - Tim Roberts: assistência de mixagem - Jack Rovner: gestão - Kesha Sebert: vocalista principal, composição - Pebe Sebert: composição - Seth Waldmann: engenharia - Eric Weaver: engenharia - Emily Wright: engenharia, vocalista (de apoio) |

## Desempenho nas tabelas musicais
| Tabela musical (2010 - 11)                                                        | Melhor posição |
| --------------------------------------------------------------------------------- | -------------- |
| Áustria (Ö3 Austria Top 40) · Animal + Cannibal                                   | 67             |
| Canadá (Canadian Albums Chart                                                     | 14             |
| Coreia do Sul (Gaon Music Chart) Animal + Cannibal (Deluxe Edition)               | 64             |
| Coreia do Sul (Gaon International Albums) Animal + Cannibal (Deluxe Edition)      | 66             |
| Estados Unidos (Billboard 200)                                                    | 15             |
| Grécia (IFPI Grécia) · Animal + Cannibal                                          | 35             |
| Japão (Oricon)                                                                    | 20             |
| Nova Zelândia (Recording Industry Association of New Zealand) · Animal + Cannibal | 22             |
| Reino Unido (UK Albums Chart) · Animal + Cannibal                                 | 22             |

| País                  | Certificação |
| --------------------- | ------------ |
| Estados Unidos (RIAA) | Ouro         |

## Histórico de lançamento
| País           | Data                    | Gravadora        |
| -------------- | ----------------------- | ---------------- |
| Alemanha       | 19 de Novembro de 2010  | Sony Music       |
| Canadá         | 22 de Novembro de 2010  | Sony Music       |
| Estados Unidos | 22 de Novembro de 2010  | RCA Records      |
| Japão          | 8 de Dezembro de 2010   | Sony Music Japan |
| China          | 18 de Fevereiro de 2011 | Sony Music       |